# Devča
Devča (cyr. Девча) – wieś w Serbii, w okręgu niszawskim, w gminie Merošina. W 2011 roku liczyła 385 mieszkańców.